# Mary Rose
A Mary Rose egy karakk típusú hadihajó volt VIII. Henrik angol király flottájában a 16. században. 1545-ben egy csatában elsüllyedt, majd 1967-ben megtalálták a roncsait, amelyek sok új információval szolgáltak a 16. század közepéről.

## Története
A Mary Rose korának egyik legnagyobb hadihajója volt, fegyverzete 90 ágyúból, legénysége 200 tengerészből, 185 katonából és 30 ágyúkezelőből állt. A hajó 1512-ben készült el, és szolgálatának 33 éve alatt számos háborúban harcolt Franciaország és Skócia ellen; végül 1545. július 19-én francia gályákkal harcolva süllyedt el a Wight-sziget közelében. 1836-ban helyi halászok fedezték fel a roncsot, és búvárok néhány tárgyat felhoztak róla, majd újból feledésbe merült; részletes feltárására 1967-es újrafelfedezése után került sor. 1982-es kiemelése a tengeri régészet egyik legnagyszabásúbb és legdrágább vállalkozása volt; a sikeresen megmentett rész Portsmouthban tekinthető meg. 

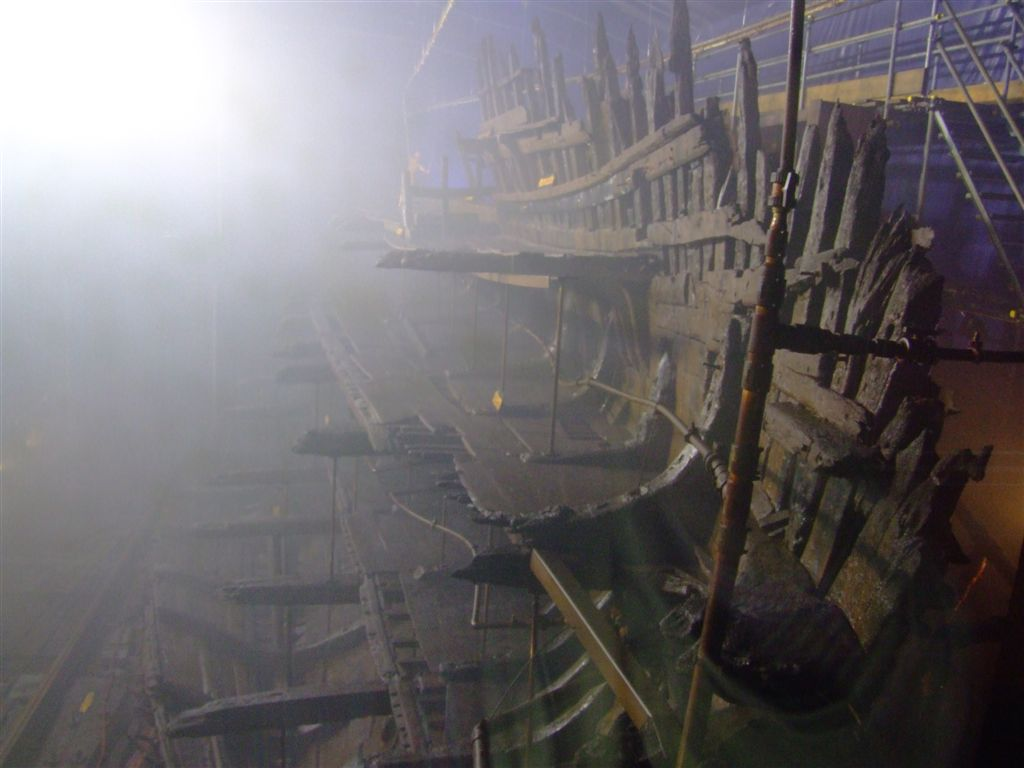
A Mary Rose sikeresen kiemelt része

A hajó feltárása a Vasa felszínre hozásához mérhető mérföldkő a tengeri régészet történetében; a fedélzetén talált fegyverek, hajózási eszközök és egyéb tárgyak betekintést nyújtanak a korabeli élet számos területébe a tengeri hadviseléstől a hangszerekig.